# نیانگوئلا
نیانگوئلا شهری در شهرستان گوئیباره در استان بام در بورکینافاسوی شمالی است و جمعیت آن ۳۴۰۱ نفر است.